# Scatella variofemorata
Scatella variofemorata är en tvåvingeart som beskrevs av Becker 1903. Scatella variofemorata ingår i släktet Scatella och familjen vattenflugor.
Artens utbredningsområde är Egypten. Inga underarter finns listade i Catalogue of Life.